# 永野典子
永野典子（日语：永野のりこ，7月5日—），日本漫畫家，早期筆名為。

## 經歷
法政大學文學部哲學科畢業，大學時曾加入漫畫研究會。結婚生子後，永野為了增加家中收入，持稿拜訪出版社，獲德間書店錄用，1985年以《Sci-Fiもーしょん!》出道。代表作為《GOD SAVE THEすげこまくん！》、《科學情人》。
2018年榮獲第49屆星雲賞的美術部門賞。

## 作品
永野典子目前唯一有正式授權中文譯本的作品是《怪獸聖天使》。